# Hello! How are you?
Hello! How are you? (rum. Bună! Ce faci?) – rumuńska komedia romantyczna z 2010 roku w reżyserii Alexandru Maftei.

## Fabuła
Gabriel i Gabriela są małżeństwem z dwudziestoletnim stażem. Szczęśliwym, lecz nie czują już do siebie pożądania seksualnego. Tymczasem Toni, seksowna pracownica Gabrieli zmienia chłopaków jak rękawiczki, a Marcel, żonaty kolega Gabriela, zalicza kolejne koleżanki. Czy życie nie ma już dla Gabriela i Gabrieli niczego do zaoferowania? Z pomocą przychodzi im internet. Na internetowych czatach, oboje się w kimś zakochują.

## Obsada
- Dana Voicu jako Gabriela
- Ionel Mihăilescu jako Gabriel
- Paul Diaconescu jako Vladimir
- Jordi Garcia jako Holender
- Ana Popescu jako Toni
- Ioan Ionescu jako Marcel
- Antoaneta Cojocaru jako Natalia
- Ioana Abur jako Silvia
- Adriana Trandafir jako Matilda
- Adrian Buliga jako George

i inni